# 토머스 캐빌리어스미스

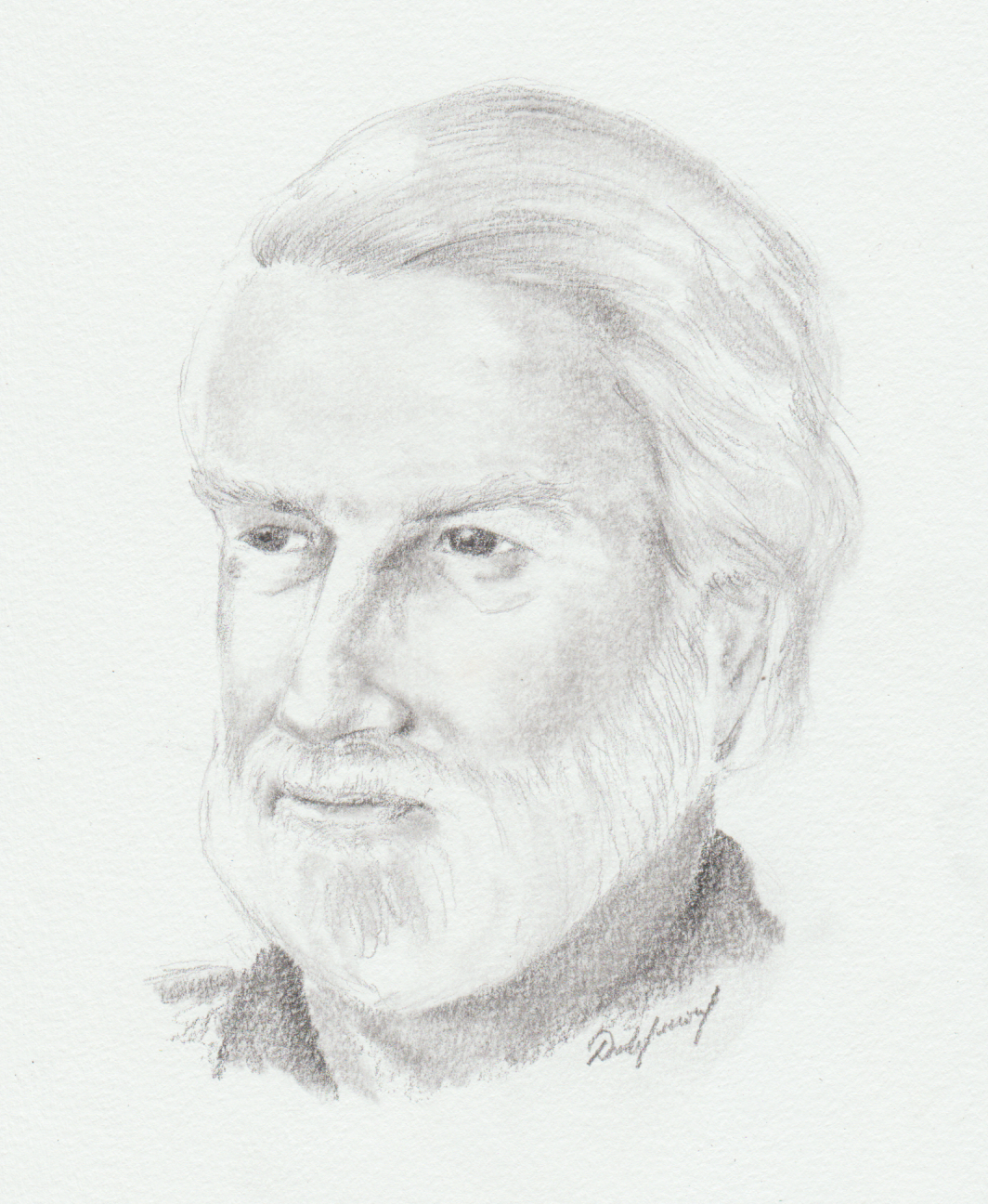

토머스 캐빌리어-스미스(Thomas Cavalier-Smith, 1942년 10월 21일~2021년 3월 19일)는 옥스퍼드 대학교 동물학과의 진화생물학 교수이다.

## 생애
케임브리지 대학교 곤빌 앤드 카이우스 칼리지를 졸업하고 킹스 칼리지 런던에서 박사 학위를 취득했다. 박사 지도 교수는 존 랜들 경이었다.
1967년부터 1969년까지 록펠러 대학교의 방문 연구원으로 있었으며, 킹스 칼리지 런던과 브리티시컬럼비아 대학교에서 강의를 하기도 했다. 1999년 옥스퍼드 대학교의 교수가 되었다.
캐빌리어-스미스는 원생생물의 분류에 관한 많은 논문을 출간했다. 생물의 새로운 계로 유색조식물(Chromista)를 제안했다. 또한 유색조식물와 피하낭류(Alveolate)가 공통의 조상을 가진 분류군이라고 제안했으나, 이 주장은 후에 다른 연구진들에 의해 부인되었다. 캐빌리이-스미스는 이 분류군을 크로말베올라타(Chromalveolata)라고 명명했다. 캐빌리어-스미스는 그 밖의 상위 분류군인 후편모생물(Opisthokonta, 1987), 리자리아(Rhizaria, 2002), 엑스카바타(Excavata, 2002)를 제안하고 명명하기도 했다.크로말베올라타와 아메보조아, 원시색소체생물(캐빌리어-스미스는 1981년부터 그냥 "식물"이라고 부르고 있다.)와 함께 현재 분류학에서 진핵생물의 기본 분류로 다뤄진다. 또한 세포핵이나 미토콘드리아 등의 여러 세포소기관의 기원과 게놈 크기의 진화, 세포 내 공생에 관한 주제를 발표하기도 했다. 최근에는 방선균에서 네오무라의 기원에 관한 논문을 출간하기도 했다.

## 캐빌리어-스미스의 분류 체계

### 1993년 8계 체계
1981년, 캐빌리어-스미스는 진핵생물을 9계로 분류했다. 1993년, 캐빌리어-스미스는 진핵생물의 계를 6개로 줄였다. 세균과 고세균의 두 계를 합쳐 8계로 생물을 분류했다
1. 식물(Plantae)
2. 동물(Animalia)
3. 원생동물(Protozoa)
4. 균계(Fungi)
5. 진정세균(Eubacteria)
6. 고세균(Archaebacteria)
7. 유색조식물(Chromista)
8. 고동물(Archezoa)

캐빌리어-스미스의 새 분류 체계는 전통적인 5계 체계에서 식물, 동물, 균계는 유지하였다. 우즈와 폭스가 제안한대로 모네라를 세균과 고세균으로 나누었다. 또한 원생생물을 고동물와 원생동물, 유색조식물로 분리했다.
새로 제안한 고동물는 현재 사용하지 않는다. 예전에 고동물계로 분류되었던 생물은 현재 아메바문으로 분류한다.
고동물와 유색조식물을 제외한 원생동물은 18개 문으로 분류했다.

### 1998년 6계 체제
1988년, 캐빌리어-스미스는 전체 계를 8개에서 6개로 줄였다: 동물(Animalia), 원생동물(Protozoa), 균류(Fungi), (홍조류와 녹조류를 포함한) 식물(Plantae), 유색조식물(Chromista), 세균(Bacteria).
캐빌리어-스미스의 체계는 다음처럼 분류된다:
- 진정세균(Eubacteria)
- 네오무라(Neomura)
  - 고세균(Archaebacteria)
  - 진핵생물(Eukaryotes)
    - 원생동물계(Protozoa)
    - 단편모생물(Unikont) (종속 영양 생물)
      - 동물계(Animalia)
      - 균계(Fungi)

    - 쌍편모생물(Bikont) (대부분 광합성 생물)
      - 식물계(Plantae) (홍조류와 녹조류를 포함)
      - 유색조식물계(Chromista)

진핵생물을 크게 단편모생물과 쌍편모생물의 두 군으로 나누었다. 세균(=원핵생물)은 진정세균과 고세균의 두 아계로 나누었다.
또한 1993년에 원생동물로 분류했던 점액포자동물과 중생동물을 동물의 아계로 재분류했다. 1998년 체계에서 동물계를 다음 네 아계로 나누었다.
- 방사대칭동물(Radiata)
- 점액포자동물(Myxozoa)
- 중생동물(Mesozoa)
- 좌우대칭동물(Bilateria)

### 2003년 체계
1993년, 캐빌리어-스미스는 원생동물계를 두 아계와 18개 문으로 분류했다. 2003년, 계통학의 연구 결과를 이용, 11개 문으로 재분류했다: Amoebozoa, Choanozoa, Cercozoa, Retaria, Loukozoa, Metamonada, Euglenozoa, Percolozoa, Apusozoa, Alveolata, Ciliophora, Miozoa. 또한 1993년 체계에서 쌍편모생물 쪽으로 분류했던 아메바류를 코아노조아와 함께 단편모생물로 재분류했다.
2003년 분류 체계를 모식화하면 다음과 같다.
- 단편모생물(Unikont)
  - 원생동물계 아메바문(Amoebozoa) - 원시 단편모 생물
  - 후편모생물(Opisthokont)
    - 원생동물계 코아노조아문(Choanozoa)
    - 균계(Fungi)
    - 동물계(Animalia)
- 쌍편모생물 (Bikont)
  - 원생동물계 리자리아하계 (Rhizaria)
    - 사족충문 (Cercozoa)
    - 유공충문 (Retaria) - 방산충과 유공충

  - 원생동물계 엑스카바타하계 (Excavata)
    - 로우코조아문 (Loukozoa)
    - 메타모나다문 (Metamonada)
    - 유글레나문 (Euglenozoa)
    - 페르콜로조아문 (Percolozoa)

  - 원생동물계 아푸소조아문 (Apusozoa)
  - 크로말베올라타군 (Chromalveolate)
    - 유색조식물계 (Chromista)
    - 원생동물계 피하낭하계 (Alveolata)
      - 섬모충문 (Ciliophora)
      - 미오조아문 (Miozoa)

  - 식물계 (Plantae)(녹색식물, 홍조류, 녹조류)